# Richard Greene
Richard Marius Joseph Greene (25 de agosto de 1918 – 1 de junio de 1985) fue un notable actor cinematográfico y televisivo inglés. Ídolo artístico que actuó en más de cuarenta películas, es quizás más recordado por interpretar el primer papel en la serie televisiva británica The Adventures of Robin Hood, de la cual se emitieron 143 episodios entre 1955 y 1960.

## Biografía
Nacido en Plymouth, Inglaterra, Greene tenía ascendencia irlandesa y escocesa. Sus padres, Richard Abraham Greene y Kathleen Gerrard, eran actores de la compañía Plymouth Repertory Theatre, y su tía era la actriz de musicales teatrales Evie Greene. Descendiente de cuatro generaciones de actores, Greene estudió en la Cardinal Vaughan Memorial School de Kensington, Londres. A los 18 años dejó los estudios, empezando su carrera como actor teatral participando en la obra de Shakespeare Julio César en 1933. 
Greene entró a formar parte de la Jevan Brandon Repertory Company en 1936. Ese mismo año se ganó críticas elogiosas por su papel en la pieza de Terence Rattigan French Without Tears, llamando la atención de Alexander Korda y Darryl F. Zanuck. A los 20 años de edad entró en 20th Century Fox con el fin de rivalizar con Robert Taylor, estrella de MGM. Su primer título para Fox fue el film de John Ford Four Men and a Prayer. Greene tuvo un gran éxito, sobre todo entre el público femenino, llegando en su mejor momento a rivalizar con la estrella de la Fox, Tyrone Power. Uno de sus papeles más destacados fue el de Sir Henry Baskerville en el film de 1939 The Hound of the Baskervilles, título que supuso el primer emparejamiento de Basil Rathbone y Nigel Bruce en los papeles de Sherlock Holmes y el Doctor Watson.
Greene interrumpió su carrera como actor con motivo de la Segunda Guerra Mundial, formando parte del Regimiento 27th Lancers, unidad en la que fue distinguido por su servicio. A los tres meses se formó en la Real Academia de Sandhurst, llegando al empleo de Capitán con el 27th Lancers en mayo de 1944. En 1942 actuó en unos filmes propagandísticos británicos, Flying Fortress y Unpublished Story. En 1943, encontrándose de permiso, trabajó en The Yellow Canary. Posteriormente, con el fin de entretener a las tropas, hizo gira representando la obra de George Bernard Shaw El hombre y las armas. Greene se licenció en diciembre de 1944, actuando entonces en las obras teatrales Desert Rats y I Capture the Castle.
Sin embargo, la guerra arruinó la prometedora carrera de Greene. Aunque hizo un buen trabajo en la popular película Forever Amber (1947), Greene se encontró encasillado en películas de aventuras. A causa de ello decidió dedicarse más al teatro y a la televisión y, como esa época además coincidió con su divorcio de Patricia Medina, con la que había estado casado desde 1941 a 1951, Greene se encontró con problemas económicos, motivo por el cual aceptó la oferta de Yeoman Films de interpretar el primer papel en la serie televisiva The Adventures of Robin Hood. El papel tuvo un éxito inmediato, solucionó sus problemas financieros, y le convirtió en una estrella. 
En la década de 1950 Greene tuvo una larga relación sentimental con Nancy Oakes, adinerada hija del empresario minero Sir Harry Oakes, que había sido asesinado en circunstancias notorias en las Bahamas en 1943.
Entre otros programas televisivos en los cuales Greene actuó figuran A Man For Loving, The Doctors, The Morecambe and Wise Show, Dixon of Dock Green, Scarf Jack, The Professionals (episodio Everest Was Also Conquered) y Tales of the Unexpected (episodio Mrs. Bixby and the Colonel's Coat).
Richard Greene falleció a causa de un paro cardiaco en 1985 en Norfolk (Inglaterra).

## Filmografía
| - Sing As We Go (1934) (pequeño papel) - Four Men and a Prayer (1938) - My Lucky Star (1938) - Submarine Patrol (1938) - Kentucky (1938) - The Little Princess (La pequeña princesa) (1939) - The Hound of the Baskervilles (1939) - Stanley and Livingstone (1939) - Here I Am a Stranger (1939) - Little Old New York (1940) - I Was an Adventuress (1940) - Flying Fortress (1942) - Unpublished Story (1942) - Yellow Canary (1943) - Don't Take It to Heart (1944) - Gaiety George, también conocida como Showtime (1946) - Forever Amber (Ambiciosa) (1947) - The Fighting O'Flynn (1949) | - The Fan (1949) - That Dangerous Age o If This Be Sin (1949) - Now Barabbas (1949) - Shadow of the Eagle (1950) - The Desert Hawk (1950) - My Daughter Joy (Operation X) (1950) - Lorna Doone (1951) - The Black Castle (1952) - The Bandits of Corsica (1953) - Rogue's March (1953) - Captain Scarlett (1953) - Contraband Spain (1955) - Beyond the Curtain (1960) - Sword of Sherwood Forest (1961) - Island of the Lost (1968) - Fu Manchú y el beso de la muerte (1968) - The Castle of Fu Manchu (1968) - Tales from the Crypt (1972) |